# 鄧厚成
鄧厚成，江西新建縣人，清朝官員。

## 生平
同治壬戌舉人。光緒二年（1876年）任台灣府南路撫民理番同知。光緒三年八月十三日署臺灣府鳳山縣知縣。